# Artamus monachus
Artamus monachus là một loài chim trong họ Artamidae.